# Pseudomyrmex mordax
Pseudomyrmex mordax is een mierensoort uit de onderfamilie van de Pseudomyrmecinae. De wetenschappelijke naam van de soort is voor het eerst geldig gepubliceerd in 1894 door Warming.